# Bara flickor
Bara flickor är ett drama av Gerda Meyerson, utgivet 1924 på Albert Bonniers Förlag.

## Handling
Faster Beata och hennes tre brorsdöttrar sitter och syr när Amelie kastar iväg sitt handarbete och säger: "Sånt knåpgöra! Nej, jag står inte ut med det här livet." Amelie är inspirerad av Fredrika Bremer och Anna Maria Lenngren och vill utbilda sig, läsa böcker och skriva, precis som pojkar får göra.
Amelie träffar sin kusin Carl Gustafs vän magister Kondrad Barck och de blir förälskade i varandra. Kondrad ser till att en av Amelies emancipationsdikter blir publicerad i en tidning. Barck har upptäckt att hans halvsyster Lina arbetar som kammarpiga, men lovar att inte avslöja denna hemlighet.
Det ska ordnas bal och Amelie är förkrossad efter att ha funnit ett vänligt brev från Barck till Lina, då hon misstänker att de har en kärleksaffär. Situationen klaras upp och Amelie och Barck förlovar sig med varandra.

## Rollista
- Kapten Bandelin
- Hans döttrar:
  - Anne Sofie
  - Amelie
  - Thérèse
- Faster Beata
- Carl Gustaf von Porat, kammarjunkare
- Kondrad Barck, magister
- Berglund, betjänt
- Lina, kammarpiga